# Giovanni Francesco Bagnoli
Giovanni Francesco Bagnoli (Firenze, 29 marzo 1678 – Firenze, 2 giugno 1712) è stato un pittore italiano del periodo barocco, attivo nella sua città natale tra la fine del XVII e l'inizio del XVIII secolo.

## Biografia
Fu autore principalmente di nature morte. "Oltre all'Autoritratto degli Uffizi, lo sappiamo autore degli affreschi di villa  La Magia a Quarrata, datati 1710". . E' anche nota la sua collaborazione con l'anziano Cosimo Ulivelli e altri pittori alla decorazione delle 35 lunette del chiostro 'dei Morti' nel convento di S. Spirito a Firenze. Qui il Bagnoli dipinse, nel primo decennio del '700, due lunette con episodi della vita di San Tommaso di Villanova, uno dei quattro santi agostiniani a cui è dedicato il ciclo pittorico del chiostro. Gli altri santi sono: Sant'Agostino, San Giovanni da San Facondo, Sant'Antonino di Apamea.

## Opere

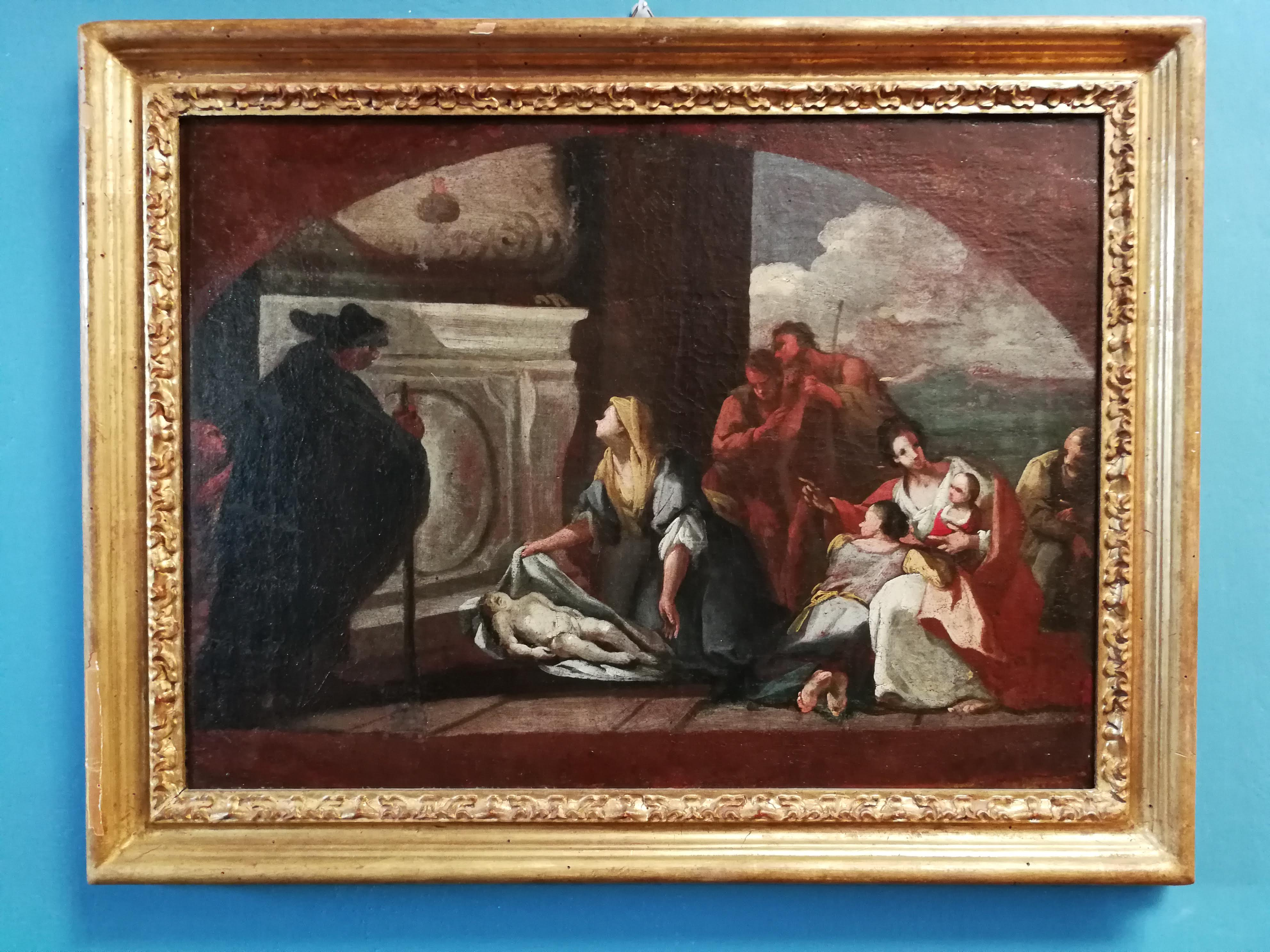
G. Bagnoli, Per intercessione di San Tommaso di Villanova una donna ottiene la vita del figliolo defunto, olio su tela, 1710 circa. Bozzetto per una lunetta del chiostro 'dei Morti' di Santo Spirito a Firenze. Coll. privata

- G. Bagnoli, Per intercessione di San Tommaso di Villanova una donna ottiene la vita del figliolo defunto, olio su tela, 1710 circa. Bozzetto per una lunetta del chiostro 'dei Morti' di Santo Spirito a Firenze. Coll. privataAutoritratto, olio su tela, 73 x 58,5, depositi della Galleria degli Uffizi, Firenze[3]
- Per intercessione di San Tommaso di Villanova una donna ottiene la vita del figliolo defunto, olio su tela, 42x55 (con cornice), 1710 circa. Bozzetto per una lunetta del chiostro 'dei Morti' di Santo Spirito a Firenze. Coll. privata